# Ewa Demarczyk

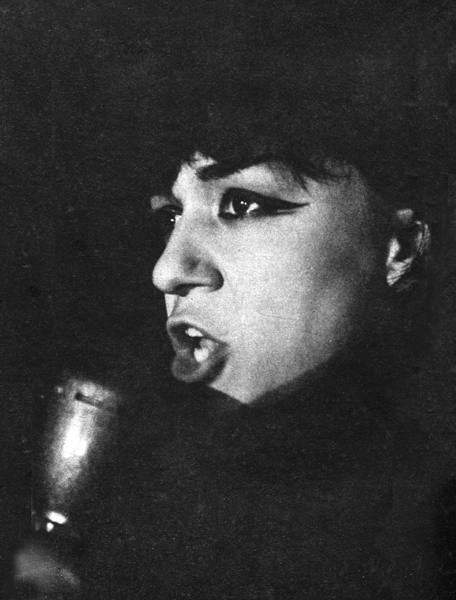
Ewa Demarczyk

Ewa Demarczyk (sinh ngày 16 tháng 1 năm 1941 - mất ngày 14 tháng 8 năm 2020) là một ca sĩ người Ba Lan. Bà được công nhận là một trong những ca sĩ tài năng và lôi cuốn nhất trong lịch sử âm nhạc Ba Lan.

## Sự nghiệp
Demarczyk bắt đầu sự nghiệp vào năm 1961. Thành công lớn đầu tiên của Demarczyk là giải nhất tại Liên hoan Quốc gia Bài hát Ba Lan ở Opole năm 1963, cho bài hát "Czarne anioły" (Thiên thần đen). Cùng năm, bà nhận giải thưởng đặc biệt tại Liên hoan Bài hát Quốc tế Sopot và được các nhà báo Ba Lan vinh danh là nghệ sĩ xuất sắc nhất năm 1963.
Trong hai thập niên 1960 và 1970, Demarczyk biểu diễn tại nhiều địa điểm hòa nhạc quốc tế: Ý, Pháp, Cuba, Mexico, Mỹ, Úc, và Phần Lan. Bà đã biểu diễn tại các phòng hòa nhạc uy tín nhất thế giới, bao gồm Carnegie Hall ở New York, Chicago Theatre, Queen Elisabeth Hall ở London và Theater Cocoon ở Tokyo. Bà được trao một giải thưởng tại Liên hoan Sân khấu Thế giới ở Arezzo năm 1967.